# Plewnik (województwo mazowieckie)
Plewnik – wieś w Polsce położona w województwie mazowieckim, w powiecie przasnyskim, w gminie Krzynowłoga Mała. Ma status sołectwa.
| SIMC    | Nazwa   | Rodzaj     |
| ------- | ------- | ---------- |
| 0512622 | Grządki | przysiółek |

W latach 1975–1998 miejscowość położona była w województwie ostrołęckim.
Przez miejscowość przepływa Ulatówka, niewielka rzeka dorzecza Narwi, dopływ Orzyca.